# Die Treue-Testerin – Spezialauftrag Liebe
Die Treue-Testerin – Spezialauftrag Liebe ist eine von Sat.1 ausgestrahlte Komödie. Die Hauptrollen übernahmen Jeanette Biedermann und Johannes Brandrup. Die Erstausstrahlung fand am 12. Februar 2008 um 20:15 Uhr statt und erreichte eine Zuschauerquote von 4,29 Millionen.

## Handlung
Genau am Tag ihrer Hochzeit fand Franziska heraus, dass ihr Verlobter ein Verhältnis mit einer anderen Frau hatte. Nun glaubt sie, dass alle Männer Schweine sind. Dies beweist sie immer wieder aufs Neue: Im Auftrag von Kundinnen, denen die Treue ihrer Partner nicht glaubwürdig erscheint, testet sie diese auf ihre Treue. Doch dann hat sie es mit einem Mann zu tun, der unerwartet sehr viel Wert auf Treue legt. Bei Markus will kein Anmachversuch gelingen – und sie verliebt sich prompt in ihn. Doch sie weiß nicht, dass seine Frau ein intrigantes Spiel spielt.

## Kritiken
„Konventionelle (Fernseh-)Komödie als Betätigungsfeld für eine Reihe von Seriendarstellern.“

„… Kaum zu glauben, dass "Die Treue-Testerin" … eine hübsche Romanze für den Kuschelabend zu zweit ist. Aber Biedermann macht aus ihren Möglichkeiten das Beste und liefert sich mit Brandrup einige sehenswerte Slapstick-Szenen …“

„… Uncharmant, unoriginell und unendlich bieder.“